# Aleksey Negmatov
Aleksey Negmatov  (tiếng Tajik: Алексей Негматов; sinh ngày 4 tháng 1 năm 1986) là một cầu thủ bóng đá Tajikistan thi đấu ở vị trí hậu vệ cho FC Vakhsh và Đội tuyển bóng đá quốc gia Tajikistan.

## Thống kê sự nghiệp

### Quốc tế
| Đội tuyển quốc gia Tajikistan | Đội tuyển quốc gia Tajikistan | Đội tuyển quốc gia Tajikistan |
| Năm                           | Số trận                       | Bàn thắng                     |
| ----------------------------- | ----------------------------- | ----------------------------- |
| 2004                          | 3                             | 0                             |
| 2005                          | 0                             | 0                             |
| 2006                          | 7                             | 0                             |
| 2007                          | 1                             | 0                             |
| 2008                          | 0                             | 0                             |
| 2009                          | 0                             | 0                             |
| 2010                          | 0                             | 0                             |
| 2011                          | 0                             | 0                             |
| 2012                          | 5                             | 1                             |
| 2013                          | 2                             | 0                             |
| Tổng                          | 18                            | 1                             |

Thống kê chính xác đến trận đấu diễn ra ngày 11 tháng 10 năm 2011

### Bàn thắng quốc tế
Tính đến 22 tháng 10 năm 2015
| # | Ngày                | Địa điểm                                   | Đối thủ     | Tỉ số | Kết quả | Giải đấu               |
| - | ------------------- | ------------------------------------------ | ----------- | ----- | ------- | ---------------------- |
| 1 | 13 tháng 3 năm 2012 | Sân vận động Dasarath Rangasala, Kathmandu | Philippines | 1–0   | 1–2     | Cúp Challenge AFC 2012 |

## Danh hiệu
Vakhsh Qurghonteppa
- Giải bóng đá vô địch quốc gia Tajikistan (1): 2009

Regar-TadAZ
- Cúp bóng đá Tajikistan (1): 2012[2]

Tajikistan
- Cúp Challenge AFC (1): 2006